# Atletica leggera ai XVII Giochi paralimpici estivi - 400 metri piani T52 maschili
Ai XVII Giochi paralimpici estivi la competizione dei 400 metri piani maschili T52 si è svolta il 30 agosto 2024 presso lo Stade de France di Parigi. Possono partecipare alla gara le atlete appartenenti alle classi T52 e T51.

## Situazione pre-gara

### Record

#### T52
Prima di questa competizione, il record del mondo, il record paralimpico e i record continentali T52 erano i seguenti.
| Record              | Prestazione | Atleta                     | Data e luogo                                 | Competizione                                 |
| ------------------- | ----------- | -------------------------- | -------------------------------------------- | -------------------------------------------- |
| Record mondiale     | 52"00       | Maxime Carabin Belgio      | 6 febbraio 2024 Sharjah, Emirati Arabi Uniti | Sharjah International Open Athletics Meeting |
| Record paralimpico  | 55"39       | Tomoki Sato Giappone       | 27 agosto 2021 Tokyo, Giappone               | XVI Giochi paralimpici estivi                |
| Record africano     | 1'01"93     | Abdellah Ez-Zine Marocco   | 22 settembre 2004 Atene, Grecia              | XII Giochi paralimpici estivi                |
| Record panamericano | 55"19       | Raymond Martin Stati Uniti | 4 giugno 2015 Arbon, Svizzera                | Daniel Jutzeler Memorial                     |
| Record asiatico     | 54"54       | Tomoki Sato Giappone       | 9 giugno 2024 Nottwil, Svizzera              | Nottwil Grand Prix                           |
| Record europeo      | 52"00       | Maxime Carabin Belgio      | 6 febbraio 2024 Sharjah, Emirati Arabi Uniti | Sharjah International Open Athletics Meeting |
| Record oceaniano    | 1'05"21     | Lachlan Jones Australia    | 21 settembre 2004 Atene, Grecia              | XII Giochi paralimpici estivi                |

#### T51
Prima di questa competizione, il record del mondo, il record paralimpico e i record continentali T51 erano i seguenti.
| Record              | Prestazione    | Atleta                                | Data e luogo                              | Competizione                              |
| ------------------- | -------------- | ------------------------------------- | ----------------------------------------- | ----------------------------------------- |
| Record mondiale     | 1'15"23        | Edgar Cesareo Navarro Sanchez Messico | 17 dicembre 2018 San Luis Potosí, Messico |                                           |
| Record paralimpico  | 1'20"82        | Peter Genyn Belgio                    | 17 settembre 2016 Rio de Janeiro, Brasile | XV Giochi paralimpici estivi              |
| Record africano     | 1'19"30        | Mohamed Berrahal Algeria              | 21 marzo 2017 Dubai, Emirati Arabi Uniti  | Fazaa International Athletics Competition |
| Record panamericano | 1'15"23        | Edgar Cesareo Navarro Sanchez Messico | 17 dicembre 2018 San Luis Potosí, Messico |                                           |
| Record asiatico     | 1'28"34        | Satoshi Inoue Giappone                | 30 ottobre 2015 Doha, Qatar               | Campionati mondiali paralimpici 2015      |
| Record europeo      | 1'17"21        | Peter Genyn Belgio                    | 27 maggio 2018 Nottwil, Svizzera          | Nottwil World Para Athletics Grand Prix   |
| Record oceaniano    | Record vacante | Record vacante                        | Record vacante                            | Record vacante                            |

### Campioni in carica
I campioni in carica a livello mondiale erano i seguenti.
| Campione    | Atleta                | Prestazione | Data e luogo                   | Competizione                         |
| ----------- | --------------------- | ----------- | ------------------------------ | ------------------------------------ |
| Paralimpico | Tomoki Satos Giappone | 55"39       | 27 agosto 2021 Tokyo, Giappone | XVI Giochi paralimpici estivi        |
| Mondiale    | Maxime Carabin Belgio | 53"06       | 21 maggio 2024 Kōbe, Giappone  | Campionati mondiali paralimpici 2024 |

### La stagione

#### T52
Prima di questa gara, gli atleti con le migliori tre prestazioni T52 mondiali dell'anno erano:
| Pos. | Atleta                | Prestazione | Data e luogo                                 |
| ---- | --------------------- | ----------- | -------------------------------------------- |
| 1    | Maxime Carabin Belgio | 52"00       | 6 febbraio 2024 Sharjah, Emirati Arabi Uniti |
| 2    | Tomoki Sato Giappone  | 54"54       | 9 giugno 2024 Nottwil, Svizzera              |
| 3    | Tomoya Ito Giappone   | 59"69       | 7 giugno 2024 Nottwil, Svizzera              |

#### T51
Prima di questa gara, gli atleti con le migliori tre prestazioni T51 mondiali dell'anno erano:
| Pos. | Atleta                     | Prestazione | Data e luogo                       |
| ---- | -------------------------- | ----------- | ---------------------------------- |
| 1    | Peter Genyn Belgio         | 1'23"55     | 6 luglio 2024 Tilburg, Paesi Bassi |
| 2    | Pieter Du Preez Sudafrica  | 1'25"56     | 7 giugno 2024 Nottwil, Svizzera    |
| 3    | Ernesto Fonseca Costa Rica | 1'52"47     | 7 giugno 2024 Nottwil, Svizzera    |

## Risultati

### Batterie
Le batterie si sono corse a partire dalle 10:58 del 30 agosto. I primi 3 di ogni batteria (Q) e i 2 tempi migliori tra gli esclusi (q) si qualificano alla finale.

#### Batteria 1
| Pos. | Corsia | Atleta                             | Nazionalità | Tempo   | Note |
| ---- | ------ | ---------------------------------- | ----------- | ------- | ---- |
| 1    | 3      | Maxime Carabin (T52)               | Belgio      | 54"48   | Q    |
| 2    | 5      | Fabian Blum (T52)                  | Svizzera    | 1'04"08 | Q    |
| 3    | 4      | Salvador Hernandez Mondragon (T52) | Messico     | 1'05"71 | Q    |
| 4    | 6      | Jerrold Pete Mangliwan (T52)       | Filippine   | 1'05"79 | q    |
| 5    | 7      | Tatsuya Ito (T52)                  | Giappone    | 1'09"55 |      |

#### Batteria 2
| Pos. | Corsia | Atleta                               | Nazionalità | Tempo   | Note |
| ---- | ------ | ------------------------------------ | ----------- | ------- | ---- |
| 1    | 3      | Tomoki Sato (T52)                    | Giappone    | 58"04   | Q    |
| 2    | 7      | Tomoya Ito (T52)                     | Giappone    | 1'00"42 | Q    |
| 3    | 4      | Leonardo de Jesus Perez Juarez (T52) | Messico     | 1'03"14 | Q    |
| 4    | 5      | Anthony Bouchard (T52)               | Canada      | 1'05"98 | q    |
| 5    | 6      | Beat Boesch (T52)                    | Svizzera    | 1'06"65 |      |
| 6    | 8      | Sam McIntosh (T52)                   | Australia   | 1'10"33 |      |

### Finale
La finale si è corsa alle 19:12 del 30 agosto.
| Pos.    | Corsia | Atleta                               | Nazionalità | Tempo   | Note |
| ------- | ------ | ------------------------------------ | ----------- | ------- | ---- |
| Oro     | 5      | Maxime Carabin (T52)                 | Belgio      | 55"10   |      |
| Argento | 6      | Tomoki Sato (T52)                    | Giappone    | 56"26   |      |
| Bronzo  | 7      | Tomoya Ito (T52)                     | Giappone    | 1'01"08 |      |
| 4       | 9      | Leonardo de Jesus Perez Juarez (T52) | Messico     | 1'03"43 |      |
| 5       | 8      | Fabian Blum (T52)                    | Svizzera    | 1'03"71 |      |
| 6       | 2      | Anthony Bouchard (T52)               | Canada      | 1'04"09 |      |
| 7       | 4      | Salvador Hernandez Mondragon (T52)   | Messico     | 1'04"32 |      |
| 8       | 3      | Jerrold Pete Mangliwan (T52)         | Filippine   | 1'04"55 |      |